# Реюньонский креольский язык

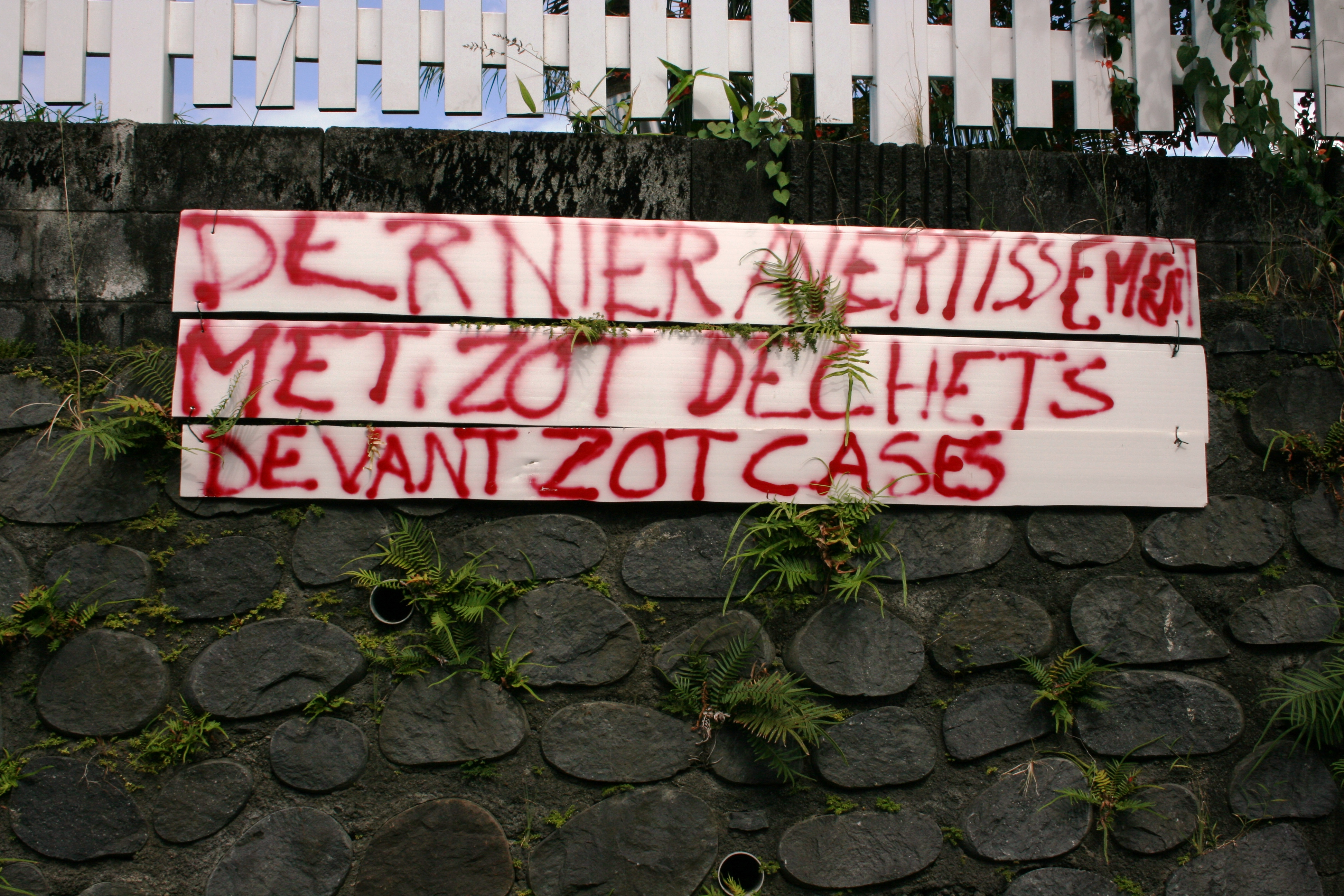
Надпись «Последнее замечание: убирайте мусор перед домами» в коммуне Сент-Андре

Реюньо́нский крео́льский язы́к (рею. креол. Kréol rénioné) — креольский язык, один из официальных языков Реюньона. Относится к маскаренским креольским языкам.

## Происхождение
Реюньонский креольский язык сложился преимущественно на основе французского языка; кроме того, он воспринял лексику из языков гуджарати, хинди, португальского, тамильского и малагасийского.

## История
Реюньонский креольский язык сформировался в первое пятидесятилетие после заселения острова в XVII веке.

## Использование
В школах Реюньона в основном преподают на французском языке, поскольку у реюньонского креольского языка отсутствуют собственные официальные орфографические и грамматические правила.
Тем не менее реюньонский креольский язык является вернакуляром острова и используется реюньонцами в большинстве повседневных разговорных ситуаций.
Реюньонский креольский язык является родным для 90 % жителей Реюньона.

## В литературе
- Французский баснописец Луи Эри (1801—1856 гг.) писал басни на реюньонском креольском языке.